# Ботешти (Њамц)
Ботешти (рум. Botești) насеље је у Румунији у округу Њамц у општини Ботешти. Oпштина се налази на надморској висини од 223 m.

## Становништво
Према подацима из 2011. године у насељу је живело 501 становника.